# كارلوس كابرال
كارلوس كابرال (بالبرتغالية: Carlos Cabral‏) هو منافس ألعاب قوى برتغالي، ولد في 20 يونيو 1952 في لاغوس في البرتغال.

## وصلات خارجية
- كارلوس كابرال على موقع الاتحاد الدولي لألعاب القوى (الإنجليزية)
- كارلوس كابرال على موقع الاتحاد الأوروبي لألعاب القوى (الإنجليزية)